# Jaime Mañalich
Jaime José Mañalich Muxi (Santiago, 7 de junio de 1954) es un médico y político chileno. En los cuatro años de la primera administración de Sebastián Piñera fue ministro de Salud (2010-2014), cargo que volvió a asumir en la segunda administración entre junio de 2019 y junio de 2020. En las elecciones parlamentarias de 2021 postuló a un cupo como senador en representación de la 7.ª Circunscripción de la Región Metropolitana de Santiago, sin embargo no fue electo.

## Familia y estudios
Nació en Santiago de Chile el 7 de junio de 1954, siendo el hijo mayor de Jaime Ramón Mañalich Fajardo y Monserrat Muxi Segura, inmigrantes españoles catalanes que llegaron a Chile a causa de la guerra civil española.
Realizó sus estudios primarios en la Escuela N.º 48 de Ñuñoa y los secundarios en el Liceo Experimental Manuel de Salas de la misma comuna. En 1972 ingresó a estudiar medicina en la Facultad de Medicina de la Universidad de Chile, donde compartió aulas con la después presidenta Michelle Bachelet, por aquel entonces activa dirigente estudiantil de izquierda. Se graduó como médico cirujano con la especialidad de nefrología.
Es casado desde 1979, con la profesora María Cristina Raffo, y es padre de tres hijos: Juan Pablo, abogado y académico de derecho penal en la Universidad de Chile, Felipe, publicista que ha ganado once Leones del Festival de Cannes; y Francisco Javier, músico que destaca como profesional de la viola da gamba y el canto.

### Vida personal
Cuando tenía ocho años de edad, un auto lo atropelló, provocando la pérdida de un riñón y el bazo. Por otra parte, es padrino de uno de los hijos de la política quien fuera su par en el segundo gobierno de Piñera, Karla Rubilar.
Ha demostrado ser un fanático del fútbol, su equipo favorito es el F.C. Barcelona, “como buen catalán”, comenta un cercano que afirma que sigue de cerca los partidos del club blaugrana. También se destaca como usuario frecuente de Twitter y su hobby predilecto es leer.

## Carrera profesional
Comenzó su carrera profesional en el Hospital José Joaquín Aguirre de Santiago, donde trabajó por quince años. Posteriormente, realizó un máster en Health Research Methodology (metodología de investigación en salud, en español) en la Universidad McMaster de Canadá. Según declaraciones suyas en una entrevista de 2012, posee grados en epidemiología clínica.
En 1995 asumió como director médico de la Clínica Las Condes, institución donde Sebastián Piñera fue director hasta 2009 y accionista hasta comienzos de 2010. Además fue médico de cabecera de la familia Piñera. Bajo su administración la clínica obtuvo la acreditación de la Joint Commission International (JCI).
Participó en una investigación realizada en 2007 por la Fundación Expansiva y la Universidad Diego Portales, en conjunto con la Escuela de Salud Pública de la Universidad de Chile, donde tuvo la tarea de analizar la implementación de la Reforma de Salud en Chile. Fue académico de la Universidad de Los Andes.
En octubre de 2017 asumió como gerente general de la Clínica Las Condes. En marzo de 2018 asumió como miembro del Directorio de la Fundación Teletón.

## Carrera política
Si bien nunca ha militado en un partido político y enfatizado su independencia en varias ocasiones, en una entrevista en La Tercera en 2010 afirmó que durante su juventud se alineaba más con “la Democracia Cristiana (DC) que estaba contra Salvador Allende”. Para el plebiscito de 1988 votó por el “No”, también en el de la Constitución de 1980; y en la elección presidencial que marcó el retorno a la democracia votó por Patricio Aylwin.
Dada su cercanía con Sebastián Piñera, en 2009 formó parte de la Comisión de Salud del llamado grupo Tantauco, asesor del entonces candidato presidencial.

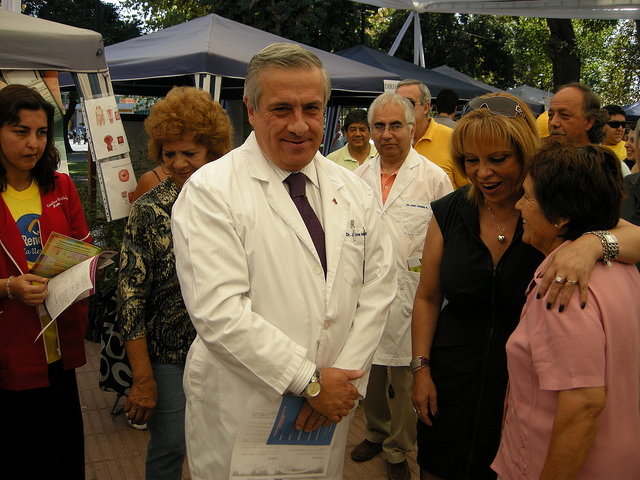
Mañalich como ministro en 2011.

En febrero de 2010 fue designado por Piñera como ministro de Salud de su primer gobierno, cargo que asumió a partir del 11 de marzo de ese año. Participó activamente en el rescate de los mineros atrapados en la mina San José de Atacama. Dejó el cargo el 11 de marzo de 2014, siendo uno de los cinco ministros que permaneció en la misma cartera durante todo el primer periodo de Piñera. Mientras fue ministro destacó cierta cercanía con Renovación Nacional (RN), pero tras el despido de la militante Rosa Oyarce «existieron roces», a pesar de que siempre la ha valorado.
En 2014 se integró como director del Instituto de Políticas Públicas en Salud de la Universidad San Sebastián, un establecimiento de educación privado y ligado a la derecha económica en Chile.
En junio de 2019, nuevamente asumió como ministro de Salud en reemplazo de Emilio Santelices, luego del segundo cambio de gabinete realizado por el presidente Piñera en su segundo mandato. En ese cargo, le tocó enfrentar la crisis política y de salud por los cientos de heridos oculares por fuerza policial y los policías heridos por los manifestantes luego de las manifestaciones de octubre de 2019, y luego la pandemia de COVID-19 que llegó a Chile en marzo de 2020. En la segunda administración, encontró aliados en la Unión Demócrata Independiente (UDI), partido que actuó como su «principal escudo» durante su gestión.
El 13 de junio de 2020, el mismo día en que Ciper reveló que el Ministerio de Salud estaba reportando a la Organización Mundial de la Salud una cifra de fallecidos más alta que la informada diariamente dentro del país, el presidente Piñera anunció un cambio de gabinete, en el cual Mañalich fue sucedido como ministro de Salud por Enrique Paris Mancilla.
En agosto de 2021, anunció que buscaría un escaño en el Congreso Nacional como senador en representación de la 7.ª Circunscripción de la Región Metropolitana, por un cupo de Evolución Política, dentro del pacto Chile Podemos Más, periodo legislativo 2022-2030. En las elecciones parlamentarias que se realizaron el 21 de noviembre de ese año no logró resultar electo, quedando en séptimo lugar con 132 mil votos, equivalentes al 5% de los sufragios válidos totales.
En enero de 2023, Mañalich firmó por el partido político en formación, Amarillos por Chile, siendo la primera colectividad en la que el exministro de Salud se inscribe en la política nacional, tras haber estado cerca de unirse a las filas de Evópoli en el pasado. Sin embargo, en mayo de 2024, Mañalich confirmó que tras más de un año de militancia, abandonó en febrero de 2024 el partido, motivado por el fallecimiento de Piñera, para así dedicarse completamente al proyecto político del fallecido expresidente de quien fue su ministro.

## Controversias

### Primer gobierno de Sebastián Piñera

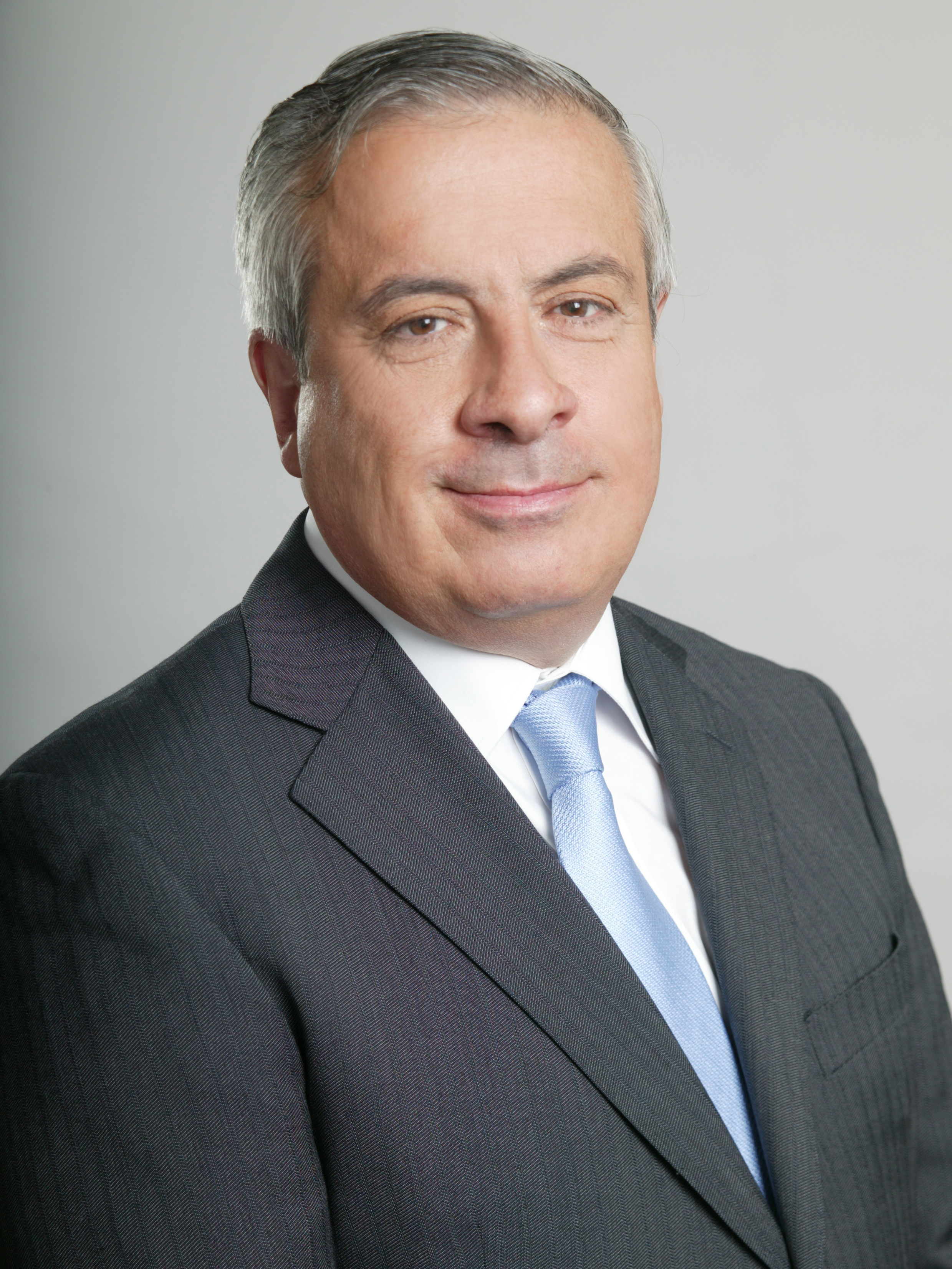
Mañalich como ministro de salud en 2010.

Dentro del primer año de gobierno de Sebastián Piñera en 2010, fue cuestionado por supuestas irregularidades en la toma de alcoholemia a Miguel Piñera —la cual fue hecha transcurridas más de 11 horas del hecho—, tras un accidente de tránsito que el cantante protagonizó en octubre del 2009. La justicia investigó la presunta responsabilidad de Mañalich, liberándolo de responsabilidad. Entonces era director médico de la CLC, lugar al que llegó el hermano del mandatario luego de la colisión.
En 2013, fue sancionado por el Tribunal Ético del Colegio Médico, luego de ofender a un dirigente gremial de la ex Posta Central. Dos años más tarde fue expulsado por faltas a la ética, sanción que debió ser revocada posteriormente por el Tribunal Nacional de dicho cuerpo colegiado, debido a que Mañalich había renunciado al Colegio Médico, lo que provocaba que este no pudiera expulsarlo.
En mayo de 2013, encaró públicamente a un periodista del diario El Mercurio por una supuesta animadversión que las editoriales del periódico tendrían en su contra, al decir que «Es cosa de leer El Mercurio. Pasan tres días y no aparece un artículo contra el ministro de Salud, yo digo "esto es sorpresa, ¿qué pasó?"». Así mismo, advirtió que «Yo te digo una cosita, conmigo no se tontea. La protección que tengo es tan fuerte...que...». La vocera del gobierno, Cecilia Pérez, consultada por las declaraciones de Mañalich, dijo que «Me imagino que se refiere a una protección divina».
En 2017, una nueva investigación periodística de Ciper denunció irregularidades en el manejo de la listas de espera de pacientes enfermos durante el primer gobierno de Piñera, cuando Mañalich era ministro de Salud, y que fue ratificado por la Contraloría. El médico tuvo que dar explicaciones de aquella decisión «administrativa» como la nombró, y que significó que más de 30 mil pacientes del sistema público de salud no fueran atendidos cuando les correspondía.

### Segundo gobierno de Sebastián Piñera

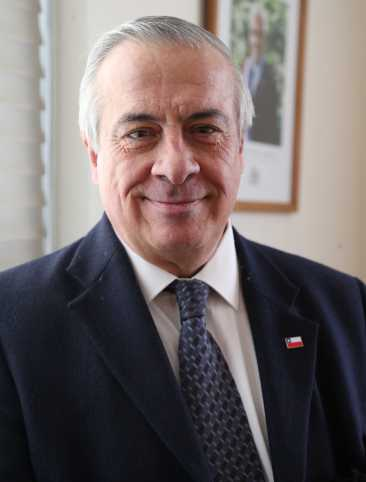
Mañalich como ministro de salud en 2019.

En 2019, en el contexto del estallido social de octubre en Santiago, fue nuevamente cuestionado por minorizar el número de víctimas de traumas oculares producto del actuar policial vivido en el marco de las protestas sociales. En enero de 2020, el Colegio Médico de Chile informó que se habían registrado más de 350 víctimas de daños a la visión, mientras el ministro señaló que esos casos eran «pocos» y «aislados». Así mismo, Mañalich fue una de las principales figuras del gobierno funadas. Le apedrearon su auto, fue emplazado públicamente en distintas ocasiones y dos familias afectadas por el accionar de Carabineros en manifestaciones -entre ellos la de Gustavo Gatica-, se negaron a recibirlo cuando quiso visitar a las víctimas. En dicha época como entonces ministro de Salud interpuso una denuncia por amenazas de muerte.
El 21 de marzo de 2020, frente a las críticas por las medidas del gobierno durante la pandemia del coronavirus, declaró en una entrevista dada a 24 Horas que «¿Qué pasa si este virus muta hacia una forma más benigna? ¿Qué pasa si muta y se pone buena persona?». El ministro recibió varias críticas por dicha declaración, y la frase tuvo amplia difusión en la prensa internacional.
Una semana después, el 29 de marzo de 2020, se enfrentó públicamente a la alcaldesa de Maipú, Cathy Barriga, quien desde su cargo —adelantándose al reporte diario de contagiados que entregaba el Ministerio de Salud— publicó en la prensa que en la comuna había una persona fallecida por COVID-19 (la segunda víctima a nivel nacional), información que fue desmentida por Mañalich, quien la acusó de «farandularizar» y realizar campaña electoral.
Entre sus reconocidas polémicas estuvo cuando afirmó, en medio de una interpelación en el Congreso, que los libros de reclamos del «Compin» estaban llenos de felicitaciones. También sostuvo que el sistema de salud chileno “es el mejor del planeta”.
El 13 de junio de 2020, mediante un reportaje de Ciper, se indicó que el Ministerio de Salud reportaba a la OMS un mayor número de fallecidos que la informada en Chile, lo que significó la renuncia de Mañalich al Ministerio de Salud.

### Acusación constitucional
Se entabló una acusación en cumplimiento de lo establecido; en el artículo 41 de la ley 18918 orgánica constitucional del congreso nacional y 333 del reglamento de la corporación contra del Exministro de salud, Jaime Mañalich Muxi responsabilizándolo de:
- Vulnerar gravemente los derechos constitucionales a la vida e integridad física y psíquica de miles de personas en la República, infringiendo el artículo 19 N°1 y N.º 8 de la Constitución Política de la República y de los artículos 1.1 y 4 de la Convención Americana sobre los Derechos Humanos, ello en relación con el artículo 5 inciso segundo del texto constitucional.
- Vulnerar gravemente los principios constitucionales de probidad y publicidad (artículo 8), los artículos 4 y 5 de la Ley N° 20.285 (Ley de Transparencia) sobre el acceso a la información pública y los artículos 13 y 52 de la Ley N° 18.575, Orgánica Constitucional sobre Bases Generales de la Administración del Estado.[41]

Para definir en primera instancia el respaldo de los diputados a la acusación y con el objetivo de una segunda instancia estimar la responsabilidad política del acusado por parte del senado, se llevó a cabo una votación en la Cámara de Diputados, que dio como resultado una mayoría simple de votos en contra. Por lo tanto, el proceso no continuó en el Senado.
| Fecha                 | Resultado                       | Voto |    |    |    |   |   |   |   |   |   |   |   |   |   |   |   |   |   | Ind. | Total  |
| --------------------- | ------------------------------- | ---- | -- | -- | -- | - | - | - | - | - | - | - | - | - | - | - | - | - | - | ---- | ------ |
| 13 de octubre de 2020 | Rechazado · Acusación desechada | Sí   |    |    | 16 | 7 | 9 | 7 | 7 |   | 5 | 4 | 3 | 2 | 2 | 2 | 2 | 1 |   | 4    | 71/155 |
| 13 de octubre de 2020 | Rechazado · Acusación desechada | No   | 36 | 25 |    | 1 |   |   |   | 6 |   |   |   |   |   |   |   |   | 1 | 4    | 73/155 |
| 13 de octubre de 2020 | Rechazado · Acusación desechada | Abs. |    |    | 1  | 2 |   | 1 |   |   |   |   |   |   |   |   |   |   |   | 3    | 7/155  |
| 13 de octubre de 2020 | Rechazado · Acusación desechada | Aus. |    | 1  |    | 2 |   |   |   |   |   |   |   |   |   |   |   |   |   | 1    | 4/155  |

## Historial electoral

### Elecciones parlamentarias de 2021
- Elecciones parlamentarias de 2021, candidato a senador para la Circunscripción 7, Región Metropolitana de Santiago

| Candidato                        | Pacto                    | Partido | Votos   | %     | Resultado |
| -------------------------------- | ------------------------ | ------- | ------- | ----- | --------- |
| Fabiola Campillai Rojas          | Independiente            | Ind.    | 402 078 | 15,14 | Senadora  |
| Manuel José Ossandón Irarrázaval | Chile Podemos Más        | RN      | 279 908 | 10,54 | Senador   |
| Rojo Edwards Silva               | Frente Social Cristiano  | PRCh    | 249 273 | 9,39  | Senador   |
| Luciano Cruz-Coke Carvallo       | Chile Podemos Más        | EVO     | 150 868 | 5,68  | Senador   |
| Claudia Pascual Grau             | Apruebo Dignidad         | PCCh    | 139 722 | 5,26  | Senadora  |
| Jaime Mañalich Muxi              | Chile Podemos Más        | ILAA    | 132 621 | 4,99  |           |
| Karina Oliva Pérez               | Apruebo Dignidad         | COM     | 112 730 | 4,24  |           |
| Marcela Sabat Fernández          | Chile Podemos Más        | RN      | 109 241 | 4,11  |           |
| Guillermo Teillier Del Valle     | Apruebo Dignidad         | PCCh    | 101 506 | 3,82  |           |
| Celeste Jiménez Riveros          | Partido Ecologista Verde | PEV     | 79 928  | 3,01  |           |
| Paulina Vodanovic Rojas          | Nuevo Pacto Social       | PS      | 71 205  | 2,68  |           |
| Cristián Contreras Radovic       | Independientes Unidos    | CU      | 71 019  | 2,67  |           |
| Gabriel Silber Romo              | Nuevo Pacto Social       | PDC     | 58 716  | 2,21  |           |
| Rocío Donoso Pineda              | Apruebo Dignidad         | RD      | 53 235  | 2,00  |           |
| Sebastián Depolo Cabrera         | Apruebo Dignidad         | RD      | 48 858  | 1,84  |           |
| Gonzalo Martner Fanta            | Apruebo Dignidad         | ILAR    | 44 511  | 1,68  |           |
| Verónica Pardo Lagos             | Nuevo Pacto Social       | ILAH    | 26 151  | 0,98  |           |
| Natalia Piergentili Domenech     | Nuevo Pacto Social       | PPD     | 17 129  | 0,64  |           |
| Ricardo Ortega Perrier           | Frente Social Cristiano  | PRCh    | 16 422  | 0,62  |           |